# Truncadaphne stonei
Truncadaphne stonei is een slakkensoort uit de familie van de Raphitomidae. De wetenschappelijke naam van de soort is voor het eerst geldig gepubliceerd in 1939 door Hertlein & Strong.